# Калакуча
Калакуча (фр. Calacuccia) насеље је и општина у Француској у региону Корзика, у департману Горња Корзика која припада префектури Кор.
По подацима из 2011. године у општини је живело 304 становника, а густина насељености је износила 16,2 становника/km². Општина се простире на површини од 18,77 km². Налази се на средњој надморској висини од 847 метара (максималној 1.760 m, а минималној 705 m).

## Демографија
| 1962. | 1968. | 1975. | 1982. | 1990. | 1999. | 2011. |
| ----- | ----- | ----- | ----- | ----- | ----- | ----- |
| 518   | 556   | 507   | 418   | 331   | 340   | 304   |

График промене броја становника у току последњих година